# 第153师团
第153师团（Dai-hyakugojūsan Shidan）是日本帝国陆军的一个步兵师团。它的代号是护京兵团（Gokyo Heidan）。该师团于1945年2月28日在京都组建。

## 行动
第153师团隶属第13方面军。该师从1945年5月5日到日本投降期间一直在建设海防，没有进行实战。
其下辖的第441步兵团驻扎在渥美半岛，第444步兵团驻扎在伊势。